# Sedat Simavi
Sedat Simavi (ur. 1896 w Stambule, zm. 11 grudnia 1953 tamże) – turecki wydawca, dziennikarz, rysownik, pisarz, filmowiec. Twórca pierwszych w historii kinematografii tureckiej filmów fabularnych. Autor ok. 60 książek.
W 1912 roku ukończył Liceum Galatasaray. Od 1916 roku współpracował z czasopismem „Hande”. W 1917 roku nakręcił dwie adaptacje filmowe powieści kryminalnych Mehmeda Raufa – Szpieg (org. Casus) oraz Szpon (org. Pençe). Były to pierwsze w historii tureckie filmy fabularne, jednak nie zyskały popularności. Współpracował z licznymi czasopismami. W 1933 założył  tygodnik „Yedigün” (pierwszy numer ukazał się 15 marca), a w 1948 – dziennik „Hürriyet” (pierwszy numer ukazał się 1 maja).
Po jego śmierci powołano Fundację Sedata Simavi, przyznającą coroczną nagrodę w dziedzinie literatury.